# 黃冠龍
黃冠龍（英語：Alex.D，1980年6月14日—），暱稱“阿龍”，台灣吉他手，台灣人。2003年與另外五名音樂好手組成「六甲樂團」，擔任團長兼吉他手，樂團以搖滾為主軸融合嘻哈饒舌的全新樂風，出道即勇奪2003年貢寮海洋音樂祭評審團大賞。
2007年范逸臣拍攝電影《海角七號》時跟黃冠龍學吉他，因為欣賞他的吉他技術和創作才華，於是主動找他組合樂團。除演奏吉他技巧了得之外，黃冠龍擅於創作音樂和擔任編曲及製作人等，其中范逸臣的名曲《無樂不作》和《離開悲傷》都是由他編曲或創作的作品。
2009年黃冠龍跟范逸臣正式合組「酷愛樂團」(Craze Band) ，共同製作全新概念專輯【初生之犢】，2010年4月16日出版。他們又聯同音樂好友張正宗、雄宇/紅雨、和亦是六甲樂團的成員何官錠合組「就是帥樂團」作現場演出，他們曾經隨范逸臣一起到加拿大、上海等地表演。
2010年和范逸臣一起演出電影《混混天團》，飾演樂團吉他手，同時包辦電影的配樂工作，突破性的從台前做到幕後去結合音效跟影像。
2010年6月17日黃冠龍聯同范逸臣的酷愛樂團出版了第一本書《搖滾東京—酷愛樂團樂紀事》，並巡迴舉行演講會分享他們的勵志故事和音樂歷程。
2011年四月起開始於青春點點點每週三的凌晨0：00，擔任客座主持人，除介紹各種不同風格的音樂，也不定期在空中與歌手來賓帶來unplug音樂會。
2014年與歌手張棋惠結婚。
2016現任林俊傑製作公司JFJProductions製作部經理。

## 簡歷
1. JFJProductions 就是俊傑音樂有限公司_製作部經理 A&R Manager
2. 豐華唱片製作人
3. 飛碟電台青春點點點客座主持人
4. 范逸臣/酷愛樂團BandLeader/吉他手
5. 六甲樂團團長兼吉他手
6. 林俊傑演唱會吉他手
7. 畢書盡演唱會 演唱會BandLeader/吉他手
8. 張惠春 [SAYA沙啞 演唱會] 音樂總監 吉他手
9. 孟庭葦 [醇愛演唱會] 音樂總監 吉他手
10. 周傳雄 [時不知歸演唱會] 音樂統籌 吉他手
11. 黃美珍 [讚聲演唱會] 音樂統籌 吉他手
12. 朱俐靜 [讚聲演唱會] 音樂統籌 吉他手
13. 畢書盡 [Catch Your Double Eyes演唱會] Band Leader 吉他手
14. 小宇 宋念宇 演唱會BandLeader/吉他手
15. 阿福 鄧福如 演唱會吉他手

## 音樂

### 專輯
- 2004年8月 六甲樂團《六甲樂團》同名專輯
- 2010年4月 酷愛樂團《初生之犢》[9]

### 製作/詞曲/編曲作品
- - 代表作品：
  - 林俊傑 [輸了你贏了世界又如何] 編曲
  - 范逸臣 [無樂不作]    編曲
  - 畢書盡 [Love More] 編曲
  - 朱俐靜 [風起]  編曲
  - 陳大天 [每每]  作曲
  - 陳大天 [刀在]  作曲
  - 卜學亮 [轟動武林一首歌]  作曲

- 2018
  - 陳孜昊 《死亡愛麗絲》詞:陳孜昊/藍亦明 曲:陳孜昊/黃冠龍 編曲:黃冠龍
- 2016
  - 陳大天  《不僅想你》詞:陳大天 曲:黃冠龍 編曲:黃冠龍 製作:黃冠龍
  - 陳大天  《暖場男朋友》詞:何啟宏 曲:陳大天 編曲:蔡庭貴 製作:黃冠龍
  - 陳大天 《小秦小艾》詞:陳大天/小民 曲:小民 編曲:小民 製作:黃冠龍
- 2015
  - 光良  《張開翅膀》詞:張棋惠 曲:黃冠龍/張棋惠
  - 徐詣帆《思念的汪洋》詞:武雄 曲:林暉庭/黃冠倫 編曲:黃冠龍 製作:黃冠龍
  - 陳大天《刀在》 詞:阿怪 曲:黃冠龍 編曲:呂孝庭 製作:黃冠龍
  - 畢書盡《Love More》作詞：畢書盡/陳又齊作曲：畢書盡/陳又齊 編曲:黃冠龍
  - 朱俐靜《風起》作詞：雷應婕 作曲：雷應婕 編曲/吉他:黃冠龍
- 2014
  - 張棋惠《Love story》 曲：張棋惠/黃冠龍  詞：張棋惠  製作：黃冠龍
  - 陳大天《每每》 詞:陳大天   曲:黃冠龍  編曲:黃冠倫/黃冠龍  製作:黃冠龍
  - 陳大天《無能為力》 詞:阿怪  曲:陳志遠  編曲:黃冠龍  製作:黃冠龍
  - 陳大天《俄羅斯娃娃》 詞:陳大天  曲:周杰倫  編曲:Martin Tang  製作:黃冠龍
  - 陳大天《Rock N Roll is Dead》  詞:陳大天  曲:官錠  編曲:官錠/黃冠龍  製作:官錠/黃冠龍
- 2013
  - 小蝦《無能為力》        編曲︰黃冠龍  製作：黃冠龍
  - 大小姐《登大人》        曲：黃冠龍/張棋惠；編曲︰黃冠龍  製作：黃冠龍
  - 大小姐《麻吉寶貝》     曲：黃冠龍/張棋惠 ；製作：黃冠龍
  - 范逸臣《台北的天空》             製作：范逸臣/黃冠龍
  - 范逸臣《揮之不去》                製作：范逸臣/黃冠龍
  - 范逸臣《海闊天空》                編曲︰黃冠龍 ; 製作：范逸臣/黃冠龍
  - 范逸臣《心痛的感覺》             製作：范逸臣/黃冠龍
  - 范逸臣《Right Here Waiting》編曲︰黃冠龍 ; 製作：范逸臣/黃冠龍
  - 范逸臣《原來愛》                   編曲︰黃冠龍 ; 製作：范逸臣/黃冠龍
  - 范逸臣《什麼風把你吹來的》   編曲︰黃冠龍 ; 製作：范逸臣/黃冠龍
  - 卜學亮 轟動武林一首歌   詞：武雄 曲：黃冠龍 製作：黃冠龍
  - 卜學亮 夜深           編曲/製作：黃冠龍
  - 卜學亮 星光麥吉     編曲/製作：黃冠龍
  - 卜學亮 騎著我的夢  編曲/製作：黃冠龍
- 2012
  - 李沛瑋《折返跑》        曲：李沛瑋/黃冠龍；詞：李沛瑋 ；編曲︰黃冠龍  ; 製作：黃冠龍
  - 李沛瑋《專屬情歌》     曲：黃冠龍；詞：陳學聖；編曲︰黃冠龍 ; 製作：黃冠龍
- 2011
  - 大小姐《怪獸Lonley》  曲：張棋惠/黃冠龍；詞：張棋惠；編曲︰黃冠龍
- 2010
  - 酷愛樂團《不能没有你》：   曲：范逸臣；編曲︰黃冠龍 ; 製作：范逸臣/黃冠龍
  - 酷愛樂團《無緣》：             曲：范逸臣；編曲︰黃冠龍 ; 製作：范逸臣/黃冠龍
  - 酷愛樂團《Crazy》(演奏曲)  曲：黃冠龍；OS：黃冠龍 編曲︰黃冠龍 ; 製作：范逸臣/黃冠龍
  - 酷愛樂團《Rock All Night》曲：黃冠龍；詞：范逸臣；編曲︰黃冠龍 ; 製作：范逸臣/黃冠龍
  - 酷愛樂團《Rock Boys》      曲：范逸臣、黃冠龍；詞：范逸臣；編曲︰黃冠龍 ; 製作：范逸臣/黃冠龍
  - 酷愛樂團《别回答》            曲：范逸臣、黃冠龍；詞：范逸臣；編曲︰黃冠龍 ; 製作：范逸臣/黃冠龍
  - 酷愛樂團《I Wonder Why》 曲：范逸臣、黃冠龍；詞：范逸臣；編曲︰黃冠龍 ; 製作：范逸臣/黃冠龍
- 2008 
  - 范逸臣《無樂不作》：曲：范逸臣；製作人：范逸臣/黃冠龍；編曲：黃冠龍
  - 范逸臣《離開悲傷》：曲：黃冠龍；製作人：范逸臣/黃冠龍
  - 范逸臣《愛人放火》：曲：黃冠龍；製作人：黃冠龍
  - 范逸臣《許願》：      曲：范逸臣；製作人：范逸臣/黃冠龍
  - 陳奕《奕想天開》   編曲︰任中強/黃冠龍

### 錄音作品
- 2004 六甲樂團 同名專輯 《半工半讀》《鹹豬手》《圓夢的小熊》《台客SONG》《抓包》《外公》《慢一點》《蛻變》《聊天室》《STONE》《不正仔》
- 2005 范逸臣 不說出的溫柔 專輯 《LOVE STORY》《走開》
  - 同恩  不准哭  專輯  《不准哭》
- 2006 王芷蕾  我們的天空 專輯  《台北的天空2006經典搖滾版》
- 2007 張韶涵 Ang5.0 專輯 《重來》
- 信 我就是我 專輯 《傷城》
- 2008 范逸臣  無樂不作 專輯 《無樂不作》 《MISSING YOU》 《離開悲傷》《許願》 《愛人放火》
  - 小宇(宋念宇) 小宇同學就是我 專輯 《終於說出口》《就是說不出口》《我在角落觀察ABC》
  - 薛凱琪 It's My Day 專輯 《復刻回憶》
  - 林宥嘉 神秘嘉賓 專輯 《慢一點》
  - 卓文萱 超級喜歡 專輯 《獨家快樂》
- 2009 謝和弦 雖然很芭樂 專輯 《牧羊人的奇幻之旅》《過來人》《請你不通嫌棄我》
- 2010 酷愛樂團 初生之犢 專輯 《ROCK BOYS》《ROCK ALL NIGHT》《別回答》《I WONDER WHY》《CRAZY》《無緣》《不能沒有你》
- 2011 鄧福如 原來如此 專輯 《聲聲慢》《起飛》
  - 卓文萱 反派專輯 《反派》
  - 謝和弦 於是長大了以後 專輯 《於是長大了以後》
- 2012 A-lin 幸福了然後呢 專輯 《Woman in Love》《920》
- 2012 信 我記得 專輯 《給自己的信》

## 電影
- 2010《混混天團》(2010/4/23 台灣地區上映) (飾 樂團吉他手)[5]

## 演唱會
- 2008年12月20日 為范逸臣『2008台灣大 范逸臣 無樂不作演唱會』任吉他手。
- 2009年12月19日 河岸留言-西門紅樓展演館(【酷愛樂團】迷你演唱會)。
- 2010年4月25日 【酷愛樂團】台北西門町首場簽唱會[10]
- 2010年5月9日 長榮交響樂團《春舞花燦頌馨意》母親節音樂會[11] [12]
- 2010年6月12日 華山藝文中心的{傳}展演館演唱會 (范逸臣、黃冠龍【酷愛樂團】、戴愛玲合開演唱會)
- 2010年9月29日 ROCK4 [黃大煒、東方快車、范逸臣、趙傳] 風林火山搖滾演唱會＠小巨蛋，[黃大煒、東方快車、范逸臣、趙傳]
- 2010年軒尼詩《炫音之樂》Hennessy Artistry 中國巡迴演唱

- 2012年2月27日『林俊傑2012 We Together新歌演唱會』吉他手
- 2012年6月30日 【都市女聲系列】阿福@Legacy演唱會 吉他手
- 2012年7月14日 阿福香港演唱會 吉他手
- 2012年12月30日 小宇（宋念宇） 【再一次】演唱會@高雄THE WALL

- 2013年1月19日 林俊傑2013 kkbox頒獎典禮 @小巨蛋  吉他手
- 2013年1月26日 小宇（宋念宇） 【再一次】演唱會@西門河岸
- 2013年3月14日 陳威全【愛小於三】演唱會@西門河岸
- 2013年4月13日 林俊傑 北京音悅台頒獎典禮@棵松體育館
- 2013年5月11日 林利豪 生日音樂會@西門河岸
- 2013年11月8日 黃美珍【無聲抗議】演唱會@西門河岸
- 2013年12月11日 王大文 【你好】新歌發表會@女巫店
- 2013年12月13日 小宇（宋念宇）【聖誕 願望音樂會】@西門河岸

- 2014年1月11日 紀佳松＆明道 【鬥陣俱樂部演唱會】@西門河岸
- 2014年3月14日 【back to 阿福】阿福@Legacy演唱會 吉他手
- 2014年2月22日 林俊傑 【第九屆ＫＫＢＯＸ風雲榜十大風雲歌手】 @小巨蛋
- 2014年5月31日 郭子 【帶作品回家】 @台北市中山堂光復廳
- 2014年6月1日   郭子 【帶作品回家】 @台北市中山堂光復廳
- 2014年6月27日 范逸臣/卜學亮/徐詣帆/炎亞侖【金曲音樂節 跨界歌手】 ＠Att Show Box
- 2014年7月10日 林俊傑【2014花蓮夏戀嘉年華】
- 2014年7月19日 范逸臣【好愛k歌音樂派對】 @上海浦東
- 2014年8月16日 阿福【小犀利趴】 @松菸誠品
- 2014年11月26日 【myMusic灼熱感音樂會】with 卓文萱 @松菸誠品
- 2014年12月31日 【北市府最high跨年】with 林俊傑 @北市府前廣場

- 2015年1月11日 【TimeLess時不知歸 音樂會】with 周傳雄 @Legacy mini  [統籌/Band Leader]
- 2015年1月17日 【myMusic大巴六九音樂會】with 黃美珍 @松煙誠品
- 2015年2月8日 【飢餓三十】with JJ林俊傑 @高雄巨蛋
- 2015年3月14日 【黃美珍 讚聲演唱會】 @Legacy 台北           [統籌 Band Leader]
- 2015年4月4日 【Gentleman粉絲見面會】 @Att Show Box
- 2015年4月5日 【原味狂潮演唱會】 @大佳河濱公園
- 2015年4月18日 【朱俐靜 讚聲演唱會】  ＠Legacy 台北         [統籌/Band Leader]
- 2015年5月8日 【劉品言 MINI Concert】 ＠Legacy Mini 台北    [統籌/Band Leader]
- 2015年6月24日 陳大天【金曲音樂節 新秀之夜】 ＠Neo Studio   [統籌/Band Leader]
- 2015年6月25日 鄧福如【金曲音樂節 城市之夜】 ＠Neo Studio
- 2015年8月8日 王大文【世界好大趴】 @南港展覽館              [統籌/Band Leader]
- 2015年8月22日 林凡【聆凡好聲音 林凡犀利啥小趴】 @松菸一號倉庫 吉他手
- 2015年8月30日 鄧福如 AFU【KKBOX LIVE】：哩揪派 自成一派Live Show ＠Neo19  [統籌/Band Leader]
- 2015年9月26日 周傳雄【時不知歸】北京演唱會   [音樂總監/吉他手]
- 2015年10月1日 王大文【KKBOX LIVE】：不喜歡補習班 只想看演唱會 @LEGACY     [音樂總監/Band Leader]
- 2015年10月10日 朱俐靜 【軒尼詩2015炫音之樂】 LIVE@ 漁人碼頭    [ 統籌/Band Leader]
- 2015年10月16日 張惠春SAYA 【SAYA沙啞 演唱會】 LIVE@ 北京糖果    [音樂總監/Band Leader]
- 2015年10月31日 林宥嘉YOGA 【百度糯米音樂盛典】 LIVE@ 成都秀麗東方公園    吉他手
- 2015年11月28日 田馥甄HEBE/林宥嘉YOGA 【炫音狂熱演唱會】 LIVE@ 澳門新濠影匯    吉他手
- 2015年12月4日 張惠春SAYA 【SAYA沙啞 演唱會】 LIVE@ 廣州    [音樂總監/吉他手]
- 2015年12月5日 張惠春SAYA 【SAYA沙啞 演唱會】 LIVE@ 上海    [音樂總監/吉他手]
- 2015年12月19日 孟庭葦 【25週年 醇愛養唱會】 LIVE@ 靖江 體育館   [音樂總監/吉他手]
- 2015年12月23日 宋念宇 【ALIVE演唱會】 [Band Leader/吉他手]
- 2015年12月25日 JJ林俊傑 【TVBS榜上榜錄影】 吉他手

- 2016年1月2日 JJ林俊傑 【和自己對話 微距音樂會】 LIVE@ 台北國際會議中心   吉他手
- 2016年1月10日 JJ林俊傑 【和自己對話 微距音樂會】 LIVE@ 北京   吉他手
- 2016年1月14日 JJ林俊傑 【kkbox頒獎典禮】 LIVE@ 台北小巨蛋   吉他手
- 2016年2月22日 周傳雄【時不知歸】天津演唱會   [音樂總監/吉他手]
- 2016年3月26日 宋念宇【Alive演唱會】@台北Legacy   [統籌//吉他手]
- 2016年4月9日 周傳雄【時不知歸】武漢演唱會   [音樂總監/吉他手]
- 2016年7月16日 畢書�盡【Catch Your Double Eyes】臺大體育館演唱會   [Band Leader/吉他手]

### 音樂MV
1. Rock Boys 曲：范逸臣、黃冠龍；詞：范逸臣；導演：比爾賈
2. Rock All Night  曲：黃冠龍；詞：范逸臣；導演：比爾賈
3. 别回答  曲：范逸臣、黃冠龍；詞：范逸臣；導演：比爾賈

## 書籍
- 2010《東京搖滾：酷愛樂團樂紀事》(2010年6月17日出版—日本旅遊書)
  - 凱特文化出版[13]
  - 人因科技全彩影音電子書 [14]

## 外部連結
- 黃冠龍的新浪微博
- 黃冠龍Facebook （页面存档备份，存于）
- 黃冠龍官方部落格 （页面存档备份，存于）